# Format 110
 (mars 2025).
Si vous disposez d'ouvrages ou d'articles de référence ou si vous connaissez des sites web de qualité traitant du thème abordé ici, merci de compléter l'article en donnant les références utiles à sa vérifiabilité et en les liant à la section « Notes et références ».
Le format 110 est un format de film à cartouche utilisé en photographie. Introduit par Kodak en 1972.
C'est une version miniaturisée du format 126.

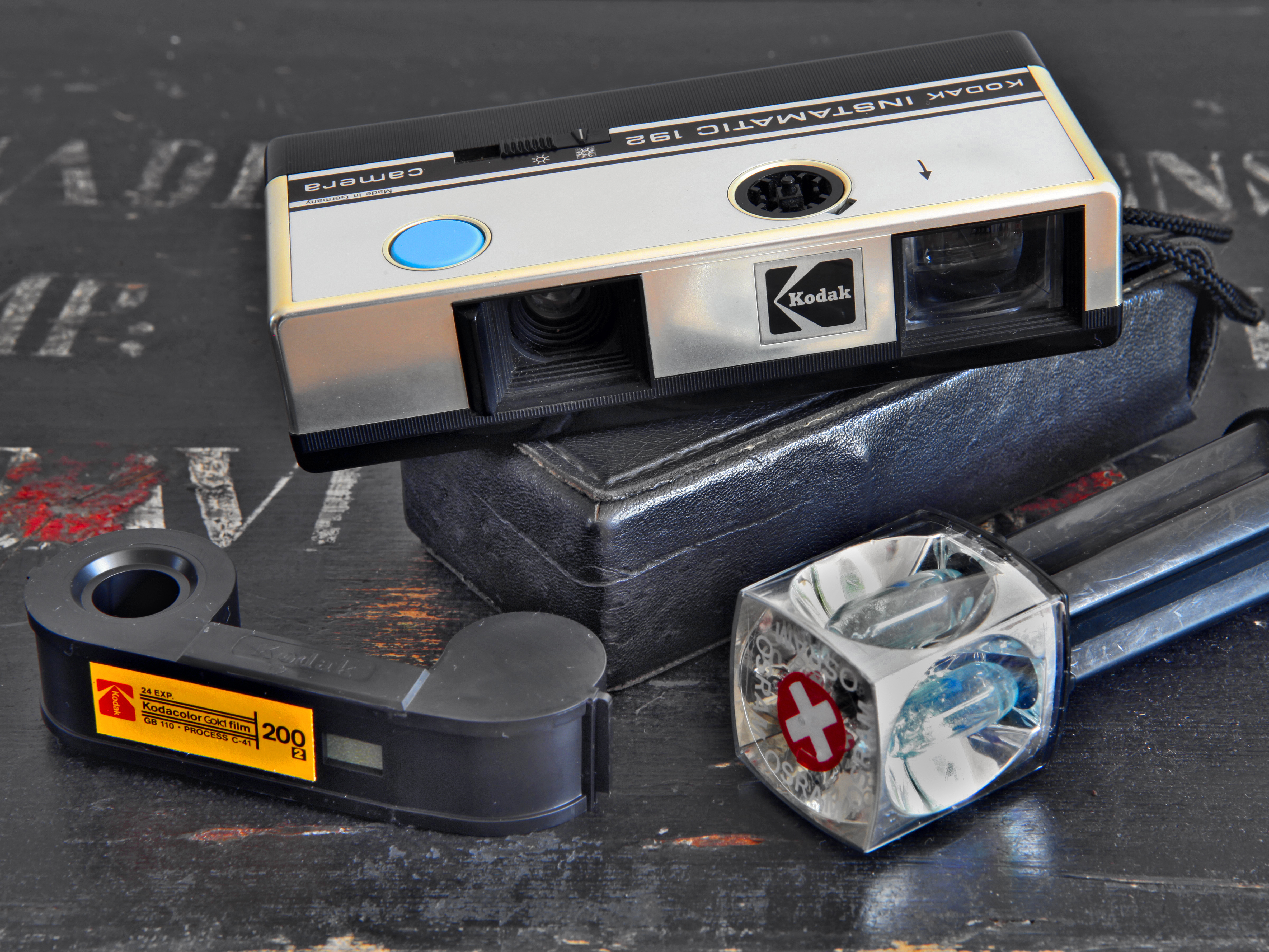
Format 110 avec l'appareil.

Chaque image mesure 13 × 17 mm, avec une seule perforation. Il existe des cartouches de 12, 20, 24 et 36 images. Des variations de production ont parfois permis d'ajouter une image supplémentaire.
Le film est entièrement logé dans une cartouche en plastique. Il y a un papier de support continu et le numéro de l'image est visible à travers une fenêtre à l'arrière de la cartouche. Le film n'a pas besoin d'être rembobiné et il est très simple à charger et à décharger. Le film est généralement pré-exposé avec des lignes et des numéros d'image, une fonctionnalité destinée à faciliter et à rendre plus efficace l'impression pour les photo-finisseurs.
Contrairement aux formats APS et Kodak Disc, les négatifs 110 traités sont renvoyés en bandes, sans la cartouche.

## Histoire
La cartouche 110 est introduite par Kodak en 1972 https://rayhanargentique.blog/2024/12/08/le-format-110-anecdotique/ avec les appareils photo Kodak Pocket Instamatic équipés de films Kodachrome-X, Ektachrome-X, Kodacolor II et Verichrome Pan. Ce nouveau format a rapidement rencontré le succès.
Fujifilm a arrêté la fabrication de films au format 110 en septembre 2009. Lomography a repris la production de films 110 en 2012. En 2024, ils proposent le format 110 en noir et blanc, couleur et rendu doré.